# Acinetobacter baumannii
Acinetobacter baumannii ist ein gramnegatives, aerobes Bakterium. Das Genom des Stammes Acinetobacter baumannii AF-401 wurde im Jahr 2017 vollständig sequenziert. Wie andere Arten der Gattung Acinetobacter gehört das häufig multiresistente (gramnegative) Bakterium zu den Verursachern von nosokomialen Infektionen. In vielen Ländern zählt A. baumannii zu den wichtigsten Krankenhauskeimen überhaupt und kommt vor allem auf Intensivstationen vor. Die amerikanische Gesellschaft für Infektionskrankheiten zählt Acinetobacter baumannii aufgrund seiner Fähigkeit, besonders ausgeprägte Antibiotikaresistenzen auszubilden, zu den sogenannten ESKAPE Pathogenen, gegen die therapeutische Möglichkeiten knapp werden.

## Merkmale

### Erscheinungsbild
Bakterien der Art Acinetobacter baumannii sind stäbchenförmig und kommen in der stationären Phase auch kokkenförmig vor. Traditionell wird A. baumannii als unbeweglich beschrieben, es gibt jedoch Nachweise für Oberflächenbeweglichkeit. A. baumannii gehört zu den gramnegativen Bakterien, ist in der Gram-Färbung jedoch häufig uneindeutig (gramvariabel) und zeigt im lichtmikroskopischen Bild kokkoide Stäbchen. Es werden keine Überdauerungsformen wie Endosporen gebildet. Auf Casein-Soja-Pepton-Agar wachsen die Bakterienkolonien kreisrund, konvex, glatt und leicht opak. Sie haben einen Durchmesser von 1,5 bis 2,0 mm nach 24 Stunden Inkubation und 3,0 bis 4,0 mm nach 48 Stunden Bebrütung bei 30 °C.

### Wachstum und Stoffwechsel
Acinetobacter-Arten sind im Oxidase-Test negativ, das unterscheidet sie von Pseudomonas aus der gleichen Ordnung Pseudomonadales. Sie zählen zu den nicht-fermentierenden Bakterien (sogenannte Nonfermenter).
Das Wachstum erfolgt zwischen 15 und 44 °C. Die meisten Stämme können aus Glucose Säure bilden. Auf Blutagar erfolgt keine Hämolyse, Gelatine kann nicht hydrolysiert werden. Auf Simmons Citrat-Agar können prototrophe Stämme Citrat verwerten, auxotrophe nicht, es sei denn, sie werden zusätzlich mit Wachstumsfaktoren im Nährmedium versorgt. Weitere Stoffwechseleigenschaften sind im Abschnitt Nachweise aufgeführt.

### Genetik
Das Genom des Stammes Acinetobacter baumannii AF-401 wurde im Jahr 2017 vollständig sequenziert. Es handelt sich um ein Projekt zur Genom-Sequenzierung Carbapenem-resister A. baumannii Stämme. Mittlerweile ist das Genom von mehr als 20 Stämmen erforscht. Das Genom weist eine Größe von 3982 Kilobasenpaaren (kb) auf, es sind 3953 Proteine annotiert. Die Ergebnisse der Sequenzierungen zeigen einen GC-Gehalt (den Anteil der Nukleinbasen Guanin und Cytosin) in der Bakterien-DNA von 39 Molprozent (Median). Dies liegt etwas unterhalb des in der Erstbeschreibung angegebenen GC-Gehaltes von 40–43 Molprozent. Zusätzlich zum Bakterienchromosom liegt ein Plasmid vor, auf dem sich mehrere Antibiotika-Resistenzgene befinden. Das Plasmid und damit auch die Antibiotikaresistenz kann mittels horizontalen Gentransfer zwischen Bakterienarten ausgetauscht werden.

## Nachweise
Das Kriterium „Wachstum bei 42 °C“ kann zur Unterscheidung von Acinetobacter calcoaceticus verwendet werden, der bei dieser Temperatur nicht wächst.

### Biochemische Nachweise
Biochemische Merkmale, wie beispielsweise die vorhandenen Enzyme und die daraus resultierenden Stoffwechseleigenschaften können in einer Bunten Reihe zur Identifizierung von Acinetobacter baumannii bzw. Unterscheidung zwischen den Acinetobacter-Arten oder Unterscheidung dieser von anderen gramnegativen Bakterien genutzt werden. Es erfolgt keine Bildung von Schwefelwasserstoff (H2S), auch die Indolbildung verläuft negativ. Das Enzym β-Galactosidase zum Abbau von Lactose ist ebenfalls nicht vorhanden. Zu den Substraten, die A. baumannii verwerten kann, gehören beispielsweise D- und L-Lactat, Glutarat, L-Aspartat, L-Tyrosin, 4-Aminobutyrat, Ethanol und 2,3-Butandiol.
Für die biochemische Identifizierung können miniaturisierte Testsysteme verwendet werden, geeignet sind Systeme für gramnegative Stäbchen (Enterobacteriaceae) oder gramnegative Stäbchen (Nicht-Enterobacteriaceae). Die Unterscheidung der beiden Arten A. baumannii und A. calcoaceticus ist mit zusätzlichen Tests möglich. Die Speziesdiagnostik mittels Biochemie ist jedoch schwierig.

### Weitere Nachweise
Mittels MALDI-TOF MS ist eine sichere Abgrenzung zwischen verschiedenen Acinetobacter spp. möglich. Durch partielle Gensequenzierung bei Verwendung des rpoB-Locus oder mittels PCR durch das blaOXA-51-like Gens kann ebenfalls die Spezies Acinetobacter baumannii sicher ermittelt werden.

## Vorkommen
A. baumannii ist ein Umweltkeim und kommt im Boden und Wasser vor, zahlreiche Isolate stammen allerdings auch aus klinischen Proben von menschlichen Patienten. Acinetobacter-Stämme mit der Carbapenemase NDM-1 wurden mittlerweile auch aus Klinikabwässern und Geflügelfleisch isoliert.

## Systematik und Taxonomie
Das Epitheton wurde zu Ehren von Paul und Linda Baumann (US-amerikanische Bakteriologen) gewählt. Der Typusstamm von Acinetobacter baumannii wurde in den Sammlungen von Mikroorganismen in den USA (als ATCC 19606), Deutschland (bei der DSMZ als DSM 30007) und weiteren Ländern hinterlegt.
Die beiden Spezies A. baumannii und A. calcoaceticus sind nah miteinander verwandt, dies zeigen phänotypische Testergebnisse und genetische Untersuchungen mit Hilfe der DNA-DNA-Hybridisierung. In der medizinischen Diagnostik werden sie daher als A.-calcoaceticus-A.baumannii-Komplex (ACB-Komplex) bezeichnet. Auch die Spezies Acinetobacter nosocomialis (früher Genom-Spezies 13TU) und Acinetobacter pittii (früher Genom-Spezies 3) werden dazu gezählt.

## Medizinische Bedeutung
In vielen Länder zählt A. baumannii zu den wichtigsten Krankenhauskeimen überhaupt und kommt vor allem auf Intensivstationen vor. Die amerikanische Gesellschaft für Infektionskrankheiten zählt Acinetobacter baumannii aufgrund seiner Fähigkeit, besonders ausgeprägte Antibiotikaresistenzen auszubilden, zu den sogenannten ESKAPE Pathogenen, gegen die therapeutische Möglichkeiten knapp werden. Acinetobacter baumannii ist in der Lage, Biofilme zu bilden und auch Trockenheit zu überstehen. Oberflächen um besiedelte Patienten sind daher häufig kontaminiert. Das Übertragungspotenzial übersteigt das klassischer Krankenhauskeime wie MRSA deutlich.

### Klinische Erscheinungsformen
Die durch Acinetobacter baumannii verursachten nosokomialen Infektionen zeigen sich in Form von Lungenentzündung (auch durch Beatmung bedingt), katheter-assoziierten Infektionen, Bakteriämie und Sepsis. Auch Wundinfektionen (etwa nach Verbrennungen) und nosokomiale Harnwegsinfektionen sowie Abszesse können auftreten. Selten kommt auch eine Hirnhautentzündung (z. B. nach neurochirurgischen Eingriffen) vor.

### Pathogenität
A. baumannii wird durch die Biostoffverordnung in Verbindung mit der TRBA (Technische Regeln für Biologische Arbeitsstoffe) 466 der Risikogruppe 2 zugeordnet.

### Antibiotikaresistenz
Acinetobacter baumannii muss nicht, aber kann zu den multiresistenten gramnegativen Stäbchen-Bakterien gehören und wird gemäß der KRINKO-Definition häufig als 3MRGN oder sogar 4MRGN klassifiziert. Tatsächlich ist es im Verlauf der letzten 20 Jahre, analog zur allgemeinen Entwicklung der Resistenzlage, zu einer deutlichen Zunahme der hochresistenten Stämme gekommen. Hierzu hat u. a. die weltweit expandierende individuelle Mobilität beigetragen und möglicherweise existiert im Falle von Acinetobacter eine Assoziation zu bewaffneten Konflikten. Es lassen sich in Kriegsversehrten aus Nordafrika und dem Mittleren Osten zumindest eine Reihe von A. baumannii-Resistenzmechanismen nachweisen, die über das normale Maß hinausgehen. Die meisten A. baumannii-Stämme sind gegenüber Ampicillin sowie Cephalosporinen der ersten und zweiten Generation unempfindlich und oft sind auch Cephalosporine der dritten Generation, Aztreonam und Piperacillin nicht mehr therapeutisch anwendbar. Insbesondere jedoch die Zunahme von Resistenzen gegen Chinolon-Antibiotika und Carbapeneme, die sonst als Reserveantibiotika fungieren, stellen Behandler in der Medizin vor große Probleme. Unter anderem da sich mit zunehmender Resistenz die Fähigkeit zur Biofilmbildung erhöht. Als Behandlungsoptionen verbleiben häufig nur noch Colistin und Tigecyclin. In der Literatur wird bereits vereinzelt das Vorkommen panresistenter Stämme beschrieben und diskutiert, ob dies ein anekdotisches Phänomen bleiben wird. Vielversprechend für zukünftige Therapieversuche wirkt der 2020 beschriebene β-Laktamase-Inhibitor QPX7728. Der Inhibitor Clavulansäure scheint zumindest in Grenzen eine Eigenaktivität gegen A. baumannii aufzuweisen. Heilversuche mit Cefiderocol wurden beschrieben.

### Ausbrüche
Hohen Bekanntheitsgrad erlangte Acinetobacter baumannii (umgangssprachlich auch „Iraqibacter“) durch seinen häufigen Nachweis in infizierten Wunden von US-Soldaten, die aus Einsätzen im Irak und Afghanistan heimkehrten.
Im Juli 2008 wurden in der Medizinischen Hochschule Hannover 23 Fälle in der Intensivstation für Schwerbrandverletzte gemeldet. Der A. baumanii-Stamm war nur noch gegenüber einem Antibiotikum sensibel. Durch konsequent verstärkte Hygienemaßnahmen konnte der resistente Erreger aus der Station eliminiert werden.
Anfang 2015 kam es im Universitätsklinikum Schleswig-Holstein Campus Kiel zu einem Ausbruch, bei dem Acinetobacter baumannii bei 31 Patienten nachgewiesen wurde, 12 Patienten verstarben und bei dreien von diesen könnte die Infektion die direkte Todesursache gewesen sein. Grund zur Sorge war die Tatsache, dass es sich um einen multiresistenten 4MRGN-Erreger handelte.
Im April 2025 wurde bekannt, dass der antibiotikaresistente Global Clone 2 (GC2) sich in einem Krankehaus in Malaysia ausgebreitet hatte. Der Stamm konnte auch in Proben nachgewiesen werden, die im Land zwischen 2011 und 2020 entnommen wurden. Er ist resistent gegen Carbapeneme und bei 97 % der Proben wurden in den Bakterien resisztenzvermittelnde Plasmide  gefunden.

### Therapie
Behandelt werden Acinetobacter-baumannii-Infektionen mit Imipenem oder Meropenem und (je nach Antibiogramm mit) Chinolon bzw. Aminoglykosid. Alternativ kommen (bei nachgewiesener Sensibilität) auch Tigecyclin und Amikacin bzw. Ciprofloxacin in Frage. Resistente Stämme können mit Colistin und Meropenem oder Imipenem behandelt werden. Bei einer Carbapenem-Resistenz kommt eine Kombination von Colistin und Amikacin in Betracht.

## Lebensmittelverderb
Auf Frischfleisch kann Acinetobacter baumannii zu Geruchsabweichungen führen.